# Ildum
Ildum fou una mansio de la Via Augusta situada entre Ad Noulas i Intibili, a mig camí entre Sagunt i Dertosa. L'esmenten solament els itineraris: l'Itinerari d'Antoní, els Vasos de Vicarello i la Cosmografia de Ravenna. Es localitza al jaciment arqueològic de l'Hostalot, situat al terme municipal de Vilanova d'Alcolea i adjacent a la CV-10, a mig camí entre aquesta població i la Torre d'en Doménec.